# 甲陽園
甲陽園（こうようえん）は、兵庫県西宮市の地域名称。西北にある甲山の南部地域一帯を指し、高級住宅街として知られる。
新甲陽町、目神山町、東山町、山王町、西山町、日之出町、本庄町、若江町、神園町からなっている。甲陽園の中でも山手の界隈は日本有数の高級邸宅街として名高い。市内の他の「園」と称される地域と併せ、西宮七園の一である。
南西には同様に高級邸宅街で有名な苦楽園がある。

## 概要

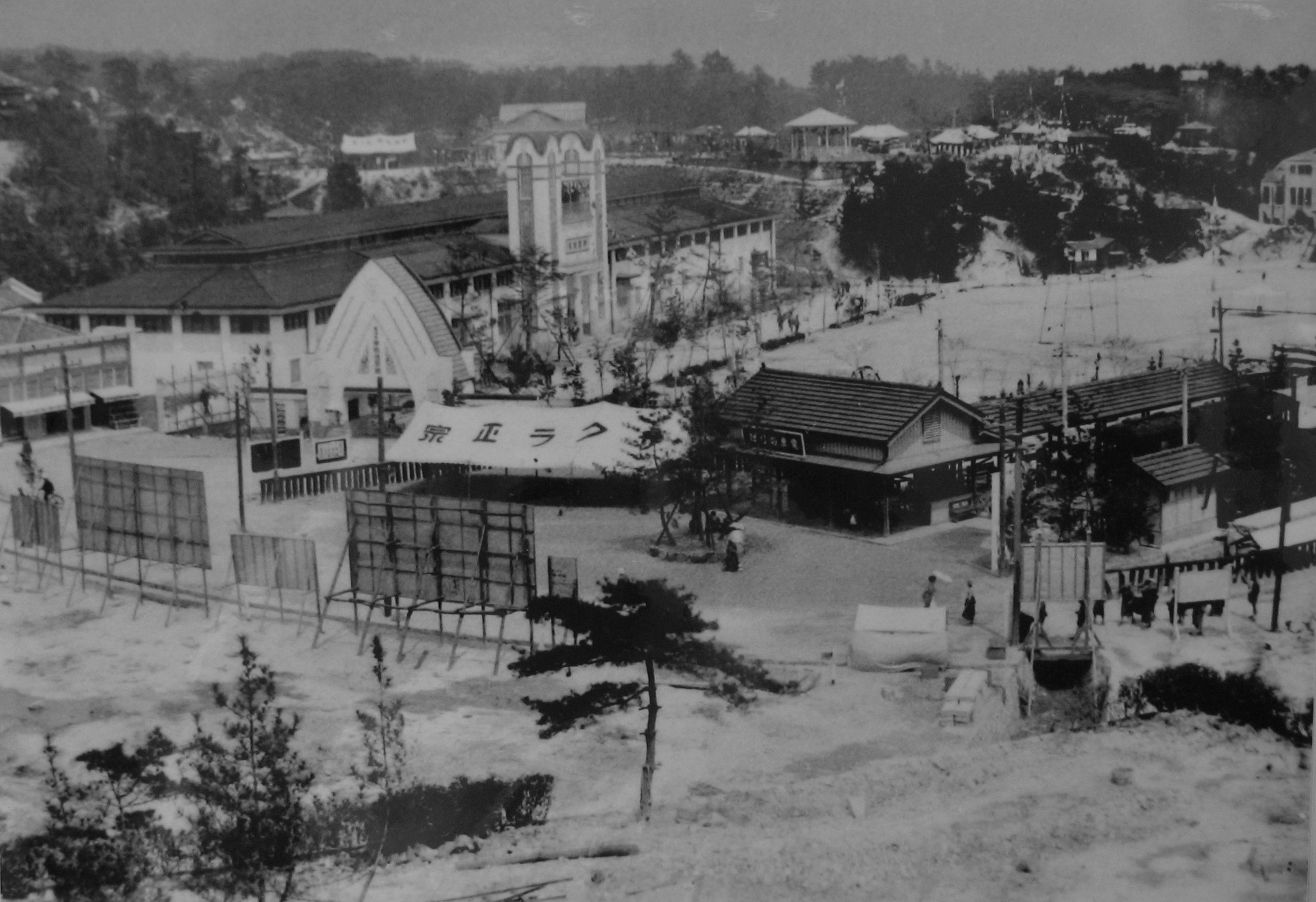
開業初期の甲陽園駅遠景。
駅隣の甲陽劇場など、行楽地であった様子が偲ばれる。

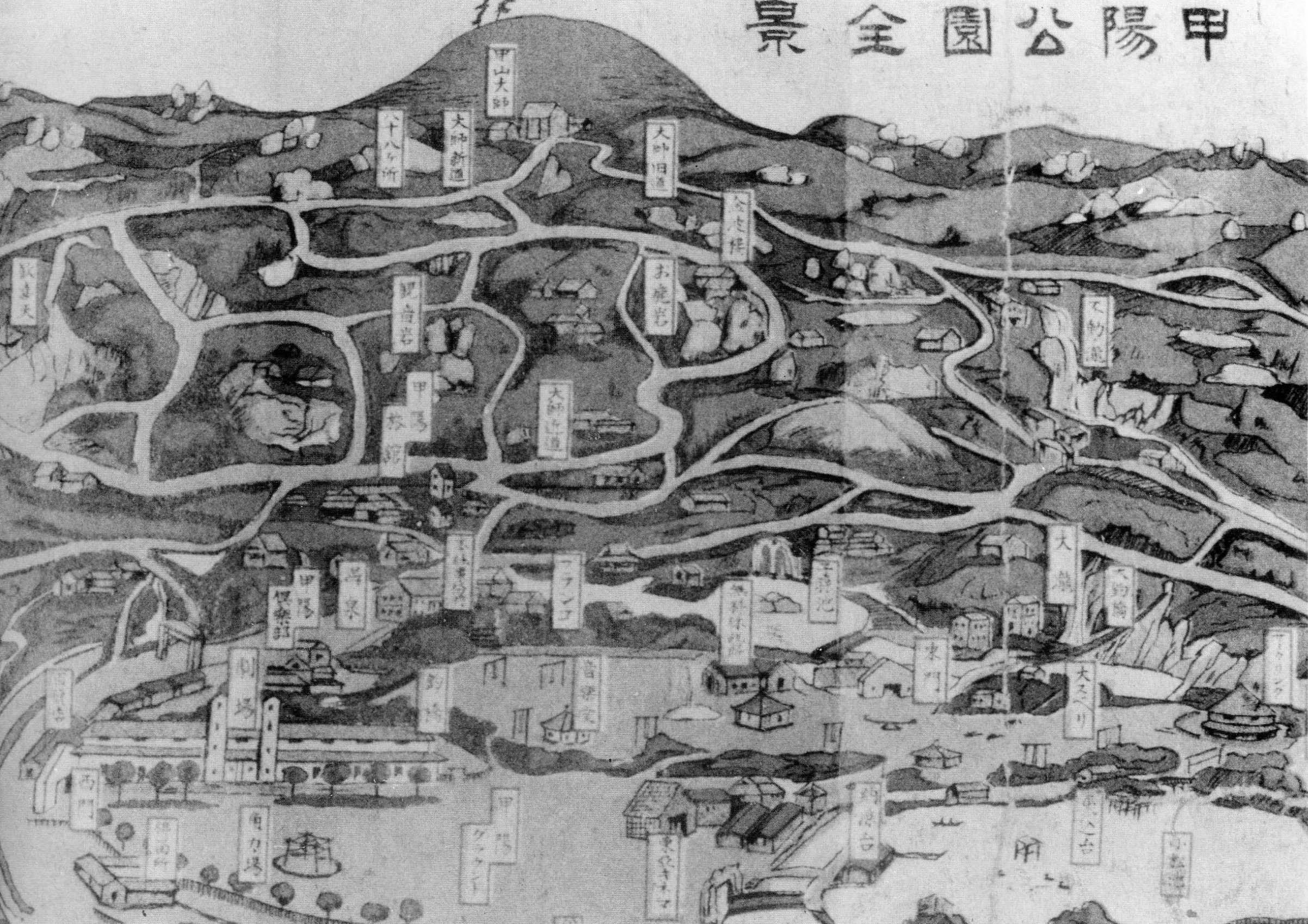
甲陽園全景図

- 元々、この地域は、大正期に入るまでは山林地域であり、人の手も及ぶことはなかった。1918年（大正7年）より、箕面有馬電気軌道～阪神急行電鉄の十三線（現・阪急神戸本線）敷設計画が進む中、本庄京三郎が「甲陽土地」という会社を設立して上水道・電気を完備した住宅街として開発を行ったことから、現在のように発展した。
- 「甲陽」は、この社名に因むもので、甲山の南部にあることからの命名だとされている。また、主導者である本庄京三郎の名も、甲陽園本庄町としてその名跡を残している。なお、本庄京三郎は1922年に大阪工業大学の前身である関西工学専修学校を校主として設立している。
- 阪急においては、通勤時間帯に大阪方面と逆の方向へ向かう旅客流動をつくるため、大正から昭和にかけて学校の誘致を行っている。その名残で、阪急今津線沿線同様、この地域も学生街の色合いを強めている。
- 関西を代表する進学校として有名な甲陽学院高等学校が近隣に建てられている。甲陽学院中学校は香櫨園に建てられている。
- 1924年（大正13年）には、阪急甲陽線が神戸本線夙川駅より分岐し、この甲陽園に設けられた甲陽園駅までの乗り入れを果たしている。これは阪急と阪神電気鉄道およびその子会社である摂津電気自動車との対立の過程（阪神急行電鉄の項目で詳述）で発生したものであり、当初の予定にはなかったものであった。
- 一時は、池の埋め立てにより、現在の甲陽幼稚園のあたりに「東亜キネマ」の「東亜キネマ甲陽撮影所」が、他にも動物園、歌舞伎場、運動場なども設けられた。甲陽線の開業に伴い、「つるや」・「播半（はり半）」・「花月」・「子孫（こまご）」・「水月」という料理旅館も開設され、行楽地としての賑わいも一時は見せることになる。これらは、昭和恐慌と近代化の流れに乗り遅れたことで衰退した。

「つるや」に関しては「甲陽園つる家」として1990年代まで残り、当地の店を閉めた後も大阪市梅田と宝塚市において営業を行っていた。しかし、現在ではそれも休業している。
「播半」については2005年（平成17年）に閉店、現在はその跡地に日本エスリードによる分譲マンション「エスリード西宮甲陽園」が建てられている。
「子孫」は一時閉店の状態から、2002年（平成14年）に料理旅館として営業を再開した。
- 戦時中は海軍大阪警備府の海軍施設部第200設営隊が設置された。大戦末期には西宮南部沿岸の鳴尾村にあった川西航空機の工場が爆撃にさらされたため、朝鮮人約600人、台湾人約200人を含む労働者1200人を動員して航空機部品を製造するための地下壕が建設された。現在、8箇所ほどが確認されているが、開発により保存状況は良くない。
- 2007年（平成19年）3月、JR西日本が西宮市の人口増加傾向を受け、県道改修を契機に市へ社が打診する形でJR神戸線（東海道本線）にさくら夙川駅を新設した。阪急はこれに対応し、2006年（平成18年）10月よりさくら夙川駅の半径500m以内にある夙川駅に特急を停めることにした。同時に甲陽線の日中運転間隔を神戸線のそれに揃える増発も行われ、これにより甲陽線各駅より梅田・神戸方面への所要時間は大幅に短縮された。
- 2016年4月1日、「夙川学院中学校・高等学校」がポートアイランドキャンパスに移転。

## 地価
住宅地の地価は2017年（平成29年）7月1日に公表された公示地価によれば兵庫県西宮市獅子ケ口町97番-8の地点で19万5000円/m2となっている。近年、県道沿いの地価が高騰気味である。

## 甲陽園における交通機関

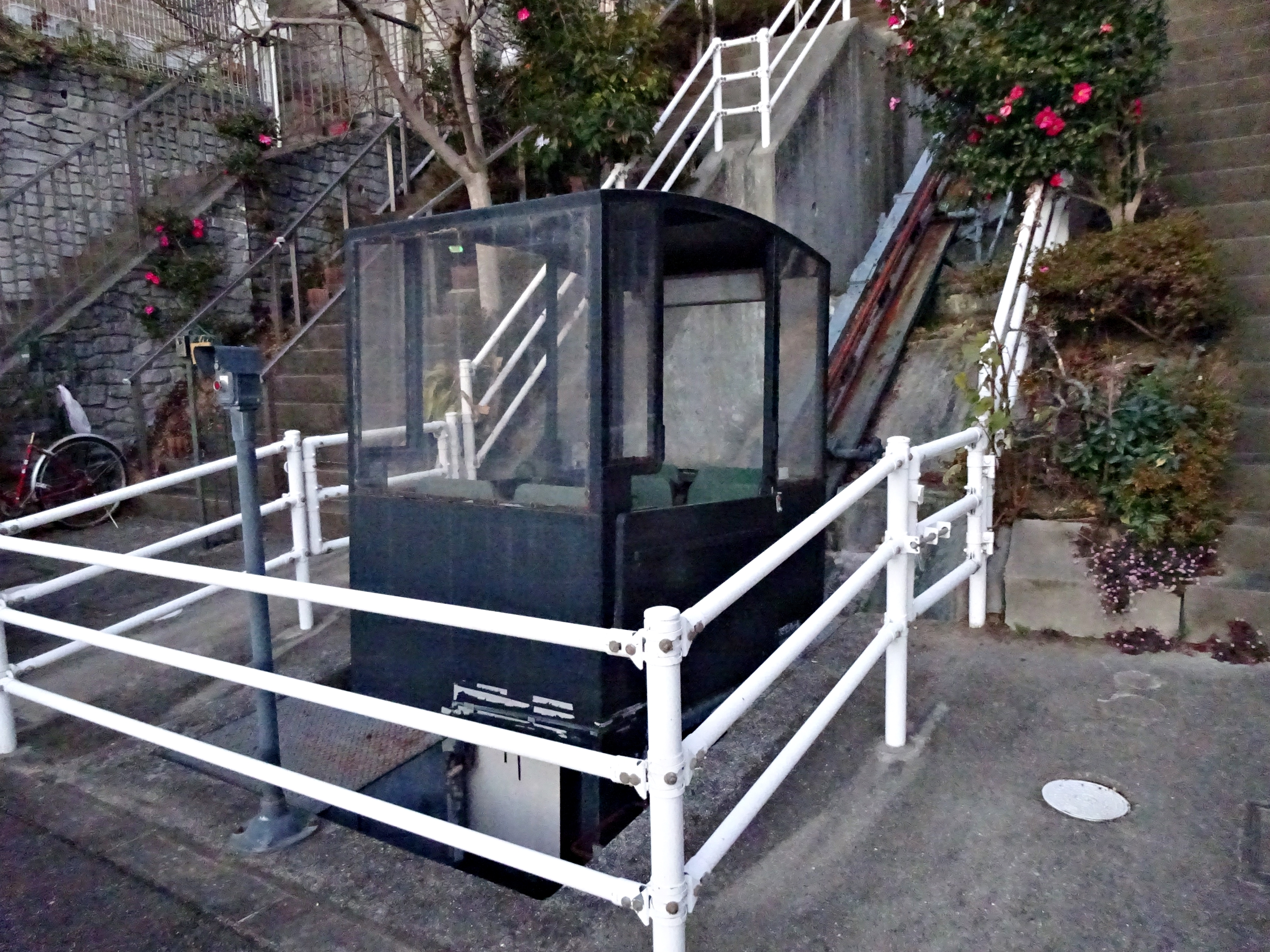
甲陽園駅近くの急斜面に建てられた一部の住宅地は、住人専用の斜行エレベーターが存在する。

鉄道
阪急甲陽線 甲陽園駅
バス
阪神バス - 西宮山手線・鷲林寺線

## 甲陽園関連人物
- 笑福亭鶴瓶：落語家（6代目笑福亭松鶴門下）、社団法人上方落語協会副会長。甲陽園目神山町在住。
- 岡田彰布：元プロ野球選手・監督